# Boudiera dennisii
Boudiera dennisii är en svampart som tillhör divisionen sporsäcksvampar, och som beskrevs av Henry Dissing och Sivertsen. Boudiera dennisii ingår i släktet Boudiera, och familjen Pezizaceae. Arten är reproducerande i Sverige.